# 巴西科拉里斯岛神秘光束
巴西科拉里斯島神秘光束指1977年巴西帕拉州科拉里斯島居民对不明飞行物的目击报告，后者发出“光束”引发多人灼傷。根據當事者的描述，光束是從天上照下來的，並且光線曾經令他們無法動彈，似乎在吸吮他們的血液。
巴西空军曾派遣调查队，行动名“飞碟行动”。调查数月后被下令中断，调查的相关照片、影片和文件被列为绝密文件。该事件至今仍无法解释。
军事记录中将目击物被称为“发光体”，当地媒体也报道了针对民众的袭击事件。行动于1977年12月底正式结束，然而，据官方文件表明，在1978年间还执行了与UFO相关调查。
“飞碟行动”涵盖更广的范围。当时从拜沙达-马拉恩瑟到维塞乌出现一系列不明飞行物目击报告。这一浪潮蔓延到帕拉州沿岸，10月出现在马拉茹弯和首府贝伦。在此期间，媒体、广播和电视进行了广泛的报道，向城镇居民传播了这些物体造成的痛苦遭遇，引起了巨大的恐慌。
不明飞行物浪潮的中心与1977年4月底发生在马拉尼昂州卡兰盖茹岛的渔民的奇怪事件有关，此事造成一人死亡、一人重伤。巴西国家情报服务局也参与了调查。
总体而言，不明飞行物学界认为，“飞碟行动”调查的现象源于外星，被烧伤和“吸血”的受害者是外星生物实验的对象。这一假设主要基于知名人士的陈述，例如“飞碟行动”负责人和科拉里斯护理室的医生。其他参与行动的士兵也表达了不同的看法。少数不明飞行物学家和研究人员主张事件并非外星人所为，“吸血”可能与社会行为和人类心理有关。

## 事件
1977年10月開始至1978年1月為止，在巴西的北部科拉里斯島，曾發生一起不明光束襲擊事件。當時人口只有2000多人的科拉里斯島，許多居民聲稱在夜晚睡覺或街道上走動時，被一種當地俗稱為“chupa chupa”的飛行物射出不明光束襲擊、導致皮膚受傷（80％以上都是年輕婦女，受傷部位大部分都在胸口及肩頸部位置，而引起極大的恐慌）。

## 證人
那時當地唯一的醫療機構負責人22歲的韦萊迪·塞辛·卡瓦略醫生（Wellaide Cecim Carvalho），她剛從醫藥學校畢業沒多久後，就被調到科拉里斯島的衛生單位，擔任公眾健康心理醫師。而她在60天內便紀錄了民眾類似的門診紀錄超過80個病例。
據卡瓦略醫師的報告寫道：他們的臉或胸部看起來像是受到輻射的傷害，患者的皮膚會發紅，然後會掉下一些頭髮（脫髮現象）、皮膚也會變黑，有些微的溫暖感覺，但不會疼痛。

## 調查
後來卡瓦略醫師在處理兩個疑似受到光束襲擊而死亡的病例後，認為事態嚴重，於是透過官員向政府機構請求協助調查。而軍方的空軍司令部單位，也隨即派出设有武裝的五人調查小組，攜帶Hi8及膠捲式的16釐米攝影機、相機至該島進行調查，而這起由當時的奧蘭達上尉（Hollanda）（後來他是上校階退役）指揮的任務代號稱為「普拉图」任務（Operação Prato）。
奧蘭達上校在該島待了約四個月後，就被調回空軍司令部了，而在那時所紀錄的文件資料，也全部被軍方封存在司令部的絕密檔案室裡面，所以當時無人知道調查的結果。

## 檔案公開
直到2004年4月的時候，才有當地的UFO雜誌研究者發起「UFO資訊自由法」，共有36000人簽署請願書，後經政府同意後，才允許他們進入空軍司令部的檔案室裡面，調閱當初屬於絕密檔案、紀錄的文件資料來研究。
當時調閱了大約110張照片和160份「普拉图」任務（Operação Prato）的文件。還有1954年客機遭遇飛碟，以及1986年5月19日巴西夜間探測雷達捕捉UFO的紀錄資料（因本文只針對「普拉拖任務」解析，故其它檢閱別案例的文件則不予列出）
而這些解密出來的「普拉图」文件資料，經過這些研究人員檢視後，發現僅僅是包含一些當時所拍攝的發光物體相片、插圖、還有目擊證人的證詞紀錄外，其它並沒有任何更進一步重要的發現或科學分析。